# ۷۵۴ (خورشیدی)
۷۵۴ هفتصد و پنجاه و چهارمین سال هجری خورشیدی است.